# Communauté de communes Rives de Moselle
La communauté de communes Rives de Moselle est une communauté de communes située dans le département de la Moselle en région Grand Est.

## Histoire
Le District nord de l’agglomération messine, regroupant initialement douze communes, est créé le 30 janvier 1975 afin de lutter contre le déclin de l'industrie et de la sidérurgie, activités phares de la région de Maizières-lès-Metz dans les années 1970. La communauté se situe entre Thionville et Metz, aux portes de l'agglomération messine. 
À la fin des années 1980 et au début des années 1990, la collectivité met en place deux nouveaux projets relatifs tous deux à la création de zones d'activités. Il s'agit précisément de la zone d'activités commerciales de La Fontaine des Saints située sur la partie est de la communauté de communes.
En 1997, la structure devient le district de Maizières-lès-Metz. Cette étape est importante dans l'histoire de la communauté de communes car elle marque l'indépendance de la ville de Maizières-les-Metz et de son territoire vis-à-vis de l'agglomération de la commune de Metz.
Le 1er janvier 2002, le district devient la communauté de communes de Maizières-lès-Metz. Elle est la première intercommunalité à fiscalité propre de Moselle. Lors de cette année 2002, trois nouvelles communes sont venues rejoindre la communauté de communes : Antilly, Charly-Oradour et Malroy.
Le 1er janvier 2014, la communauté de communes de Maizières-lès-Metz fusionne avec la communauté de communes du Sillon mosellan pour devenir la communauté de communes Rives de Moselle. Elle regroupe ainsi la totalité des communes des deux anciennes communautés. Cette fusion a été décidée par la Commission Départementale de Coopération Intercommunale le 20 juillet 2012 sur la proposition du Préfet de la Moselle afin de se mettre en conformité avec la loi du 16 décembre 2010 qui exclut toute discontinuité à l’intérieur d’une intercommunalité. En effet, la communauté de communes de Maizières-lès-Metz était coupée par celle du Sillon mosellan.

### Identité visuelle

Ancien logo de la communauté de communes de Maizières-lès-Metz de 2002 à 2013
Ancien logo de la communauté de communes du Sillon mosellan jusqu'en 2013
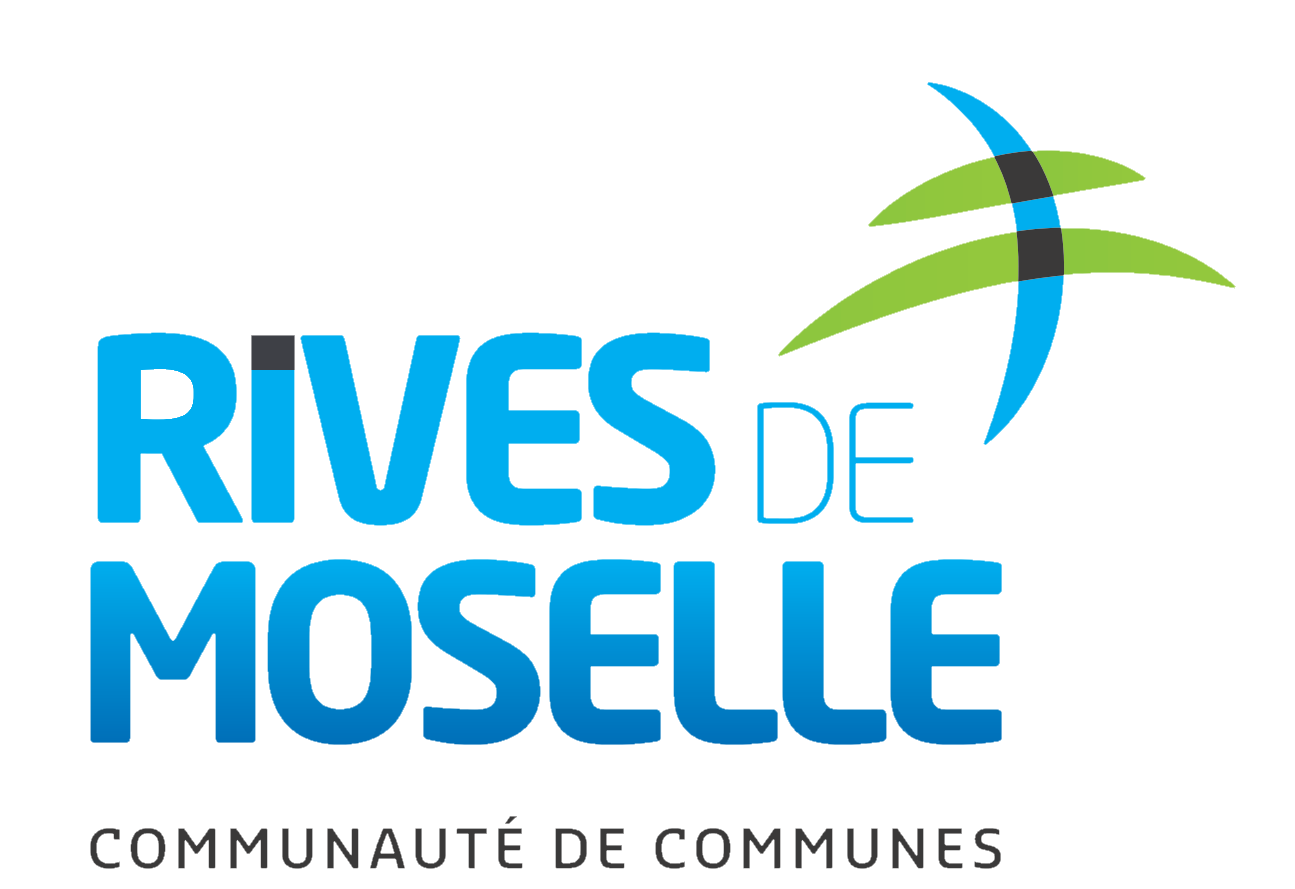
Logo actuel de la communauté de communes Rives de Moselle depuis 2014

Le logotype actuel se veut moderne, tout en courbes afin d'exprimer le dynamisme et la volonté de rassemblement du territoire. L'identité graphique s’appuie sur deux couleurs, le bleu et le vert, qui symbolisent l’eau (la Moselle et ses affluents) et l’environnement. La croix, clin d'œil à la croix de Lorraine, représente le territoire carrefour qu’est la communauté de communes Rives de Moselle.

## Les compétences
Les compétences de la communauté de communes Rives de Moselle sont les suivantes : 
- le développement économique (création et gestion des zones ou parcs d’activité, création et gestion de bâtiments relais, etc.),
- l’aménagement communautaire (création de zones d’aménagement concerté, élaboration du Schéma de Cohérence Territorial, etc.),
- la politique du logement et du cadre de vie,
- la collecte et le traitement des déchets ménagers et les déchèteries,
- l’assainissement des eaux usées, l’assainissement non collectif,
- la politique de développement touristique et de loisirs (création de pistes cyclables),
- la création et l’entretien des maisons de retraite et des logements séniors,
- le salage et balayage des voies communales,
- le déploiement d’un réseau de fibres optiques dans les parcs d’activité et pour les foyers (FTTH),
- la création et la gestion de Maisons de Santé Pluridisciplinaires,
- la création et gestion des équipements aquatiques.

## Composition
La communauté de communes est composée des 20 communes suivantes :

| Nom                        | Code Insee | Gentilé        | Superficie (km2) | Population (dernière pop. légale) | Densité (hab./km2) |
| -------------------------- | ---------- | -------------- | ---------------- | --------------------------------- | ------------------ |
| Maizières-lès-Metz (siège) | 57433      | Maiziérois     | 8,82             | 11 725 (2022)                     | 1 329              |
| Antilly                    | 57024      |                | 4,74             | 195 (2022)                        | 41                 |
| Argancy                    | 57028      | Argançois      | 11,45            | 1 334 (2022)                      | 117                |
| Ay-sur-Moselle             | 57043      | Ayens          | 4,69             | 1 614 (2022)                      | 344                |
| Chailly-lès-Ennery         | 57125      |                | 7,29             | 404 (2022)                        | 55                 |
| Charly-Oradour             | 57129      | Carlésiens     | 6,77             | 793 (2022)                        | 117                |
| Ennery                     | 57193      |                | 7,24             | 2 313 (2022)                      | 319                |
| Fèves                      | 57211      | Févots         | 4,8              | 1 196 (2022)                      | 249                |
| Flévy                      | 57219      | Fléviens       | 11,58            | 588 (2022)                        | 51                 |
| Gandrange                  | 57242      | Gandrangeois   | 4,08             | 3 006 (2022)                      | 737                |
| Hagondange                 | 57283      | Hagondangeois  | 5,5              | 9 300 (2022)                      | 1 691              |
| Hauconcourt                | 57303      | Hauconcourtais | 7,9              | 589 (2022)                        | 75                 |
| Malroy                     | 57438      |                | 3,54             | 353 (2022)                        | 100                |
| Mondelange                 | 57474      | Mondelangeois  | 4,1              | 5 739 (2022)                      | 1 400              |
| Norroy-le-Veneur           | 57511      | Noverois       | 8,45             | 1 000 (2022)                      | 118                |
| Plesnois                   | 57546      | Plesnoissiens  | 3,11             | 782 (2022)                        | 251                |
| Richemont                  | 57582      | Richemontais   | 8,48             | 2 145 (2022)                      | 253                |
| Semécourt                  | 57645      | Semécourtois   | 2,3              | 1 023 (2022)                      | 445                |
| Talange                    | 57663      | Talangeois     | 3,7              | 8 044 (2022)                      | 2 174              |
| Trémery                    | 57677      | Trémerois      | 7,53             | 979 (2022)                        | 130                |

## Administration
| Période                                  | Période       | Identité           | Étiquette | Qualité |
| ---------------------------------------- | ------------- | ------------------ | --------- | --- |
| Les données manquantes sont à compléter. |               |                    |           | |
| 1er janvier 2014                         | 14 avril 2014 | Jean-Louis Michel  |           | |
| 14 avril 2014                            | 1er mars 2018 | Jean-Claude Mahler | DVD       | Maire d'Hagondange (1995-2020) Conseiller général du canton de Maizières-lès-Metz (1992-1998)                 |
| 1er mars 2018                            | En cours      | Julien Freyburger  | LR        | Maire de Maizières-lès-Metz (depuis 2014) Conseiller départemental du Canton du Sillon mosellan (depuis 2015) |

## Les parcs d’activités
- Pôle Euro Transit : près de 110 entreprises y sont implantées, dans les secteurs d’activités du transport et de la logistique (DHL, Gefco, Calberson, Pomona, Michelin…), mais également de la production industrielle (PSA, France Transfo, air Liquide…) et du négoce (Bergerat Monnoyeur, CMPM…) Ce parc totalise environ 7 200 emplois. Du fait de sa situation géographique, à moins de 15 km au nord de Metz, ce site est particulièrement attractif. Accessible par la D1, voie rapide directement connectée à l’A4 et à son croisement avec l’A31, Eurotransit bénéficie également d’une desserte ferroviaire raccordée à la gare de triage de Metz-Woippy.

- La Fontaine des Saints : extension du pôle industriel, ce secteur accueille essentiellement des activités de logistique et de transport. Foncier disponible : 16,46 hectares. Prix de vente : compris entre 26,72 et 28,72 € HT/m² (selon la surface et la localisation)

- Les Jonquières : ce secteur, situé sur les communes d’Ennery et d’Argancy, regroupe une quarantaine d’entreprises (industrie, logistique et négoce). Une extension a été réalisée en 2009 sur une superficie cessible totale de 5,1 hectares. Aujourd’hui, il reste à commercialiser 2,2 hectares de terrains, au prix de 36 € HT/m², déduction faite de l’abaissement de prix consenti par la Communauté de Communes.

- Les Begnennes : à vocation essentiellement tertiaire, le parc des Begnennes peut également accueillir des activités artisanales, hôtelières et de restauration. Ce parc fait partie d’un projet global : positionné en façade de la route départementale 1, il est complété à l’est par un lotissement d’habitat mis en œuvre par la commune. Le parc d’activités Les Begnennes se trouve au sud de la commune d’Ennery, en face de la zone des Jonquières.

- Velers Jacques : parc d'activités d'une superficie de 5 hectares. Il est situé à Ay-sur-Moselle, en bordure de la RD1. Entièrement commercialisé à ce jour, il compte une dizaine d’entreprises, principalement dans les secteurs d’activités de l’artisanat et du négoce. Au début de l’année 2010, les élus communautaires ont pris la décision d’engager des travaux de requalification de ce parc.

- Val Euro Moselle Nord : ce  parc a été créé au début des années 1990, au croisement des autoroutes A4 et A31. Initialement conçu pour accueillir de grandes implantations industrielles, ce parc était composé de parcelles de grande taille, dont une partie sont raccordées à la gare de triage de Metz-Woippy. Aujourd’hui, les élus communautaires ont pris la décision de réaménager ce parc, afin de pouvoir offrir de grandes parcelles industrielles, mais également des terrains de taille plus modeste. Le coût prévisionnel de cette opération est estimé à 4 315 089 € HT. Les démarches nécessaires à la création d’une zone d’aménagement concerté et à la redéfinition du parcellaire ont été engagées début 2011.

- Val Euro Moselle Sud : ce parc accueille des activités artisanales, tertiaires et commerciales sur environ 50 hectares. En tout ce sont plus de 75 entreprises qui se sont installées ici. Cela représente près de 800 emplois.

- Eco Parc Val Euro Moselle : ce parc est destinée aux activités du secteur tertiaire supérieur, aux activités technologiques, médicales et de formation et aux entreprises ayant engagé une démarche Environnementale (Type ISO 14001). L'Eco Parc a un double objectif :
  - offrir aux entreprises un espace paysager fonctionnel disposant d’équipements à la pointe de la technologie,
  - offrir un lieu de vie aux salariés mais également à la population locale (espaces boisés, chemins piétons, pistes cyclables…).

Val Euro Moselle c'est 78 hectares qui seront viabilisés progressivement, dans le but de proposer aux entreprises 33 hectares de terrains cessibles.
- Parc artisanal Val Euromoselle : ce parc est mis en œuvre en deux phases. La première tranche, opérationnelle depuis fin 2010, s’étend sur une superficie de 4,8 hectares. Vingt parcelles, dont les surfaces sont comprises entre 1 200 et 2 000 m2 environ. Grâce à l’investissement de l’aménageur EMD, du maître d’œuvre ITB et des entreprises Muller Assainissement et Jean Lefebvre, le planning de mise en service est respecté. L’aménagement des 4,8 ha a demandé un investissement de 1 600 000 euros HT et suscite déjà un  grand intérêt de la part des artisans. Les premiers compromis de vente sont en cours de signature et 50 % des parcelles sont déjà réservées par des entreprises très diverses.

La seconde tranche sera réalisée prochainement, sur un périmètre prévisionnel de 18 hectares, ce qui représentera une cinquantaine de parcelles.

## Voies vertes
Les élus de cette structure ont souhaité créer un schéma de voies vertes pour permettre à tous des déplacements sécurisés. À terme, ce sont plus de 80 kilomètres de voies vertes qui seront dédiés aux cyclistes, aux rollers et piétons. Pour une découverte agréable de nos villages et nos paysages.
Au total, ce sont cinq voies vertes :
- boucle 1 : Eco Parc, Plesnois, Norroy-le-Veneur, Aumont, Fèves, Semécourt (8,2 km)
- boucle 2 : Flévy, Ennery, Ay-sur-Moselle, Trémery (7,5 km)
- boucle 3 : Ennery, Chailly-lès-Ennery, Rugy  (7,5 km)
- boucle 4 : Antilly, Argancy, Olgy, Rugy, Chailly-lès-Ennery  (11 km)
- boucle 5 : Charly Oradour, Malroy, Olgy, Argancy   (11 km)